# اتلستن
اتلستن (به انگلیسی: Athelstan, Aethelstan یا Ethelstan، به انگلیسی باستان: Æthelstan) (زادهٔ پیرامون ۸۹۵ — درگذشتهٔ ۲۷ اکتبر ۹۳۹) پادشاه آنگلوساکسون‌تبار انگلستان از ۹۲۴ تا ۹۳۹ بود. او نخستین فرمانروای ساکسون غربی (وسکس) بود که توانست حکومتی مؤثر بر تمام انگلستان داشته باشد.

## زندگی‌نامه
اتلستن پسر ادوارد، شاه انگلستان و نوهٔ آلفرد بزرگ بود. او پس از مرگ پدرش در ۹۲۴ به پادشاهی وسکس و مارسیا، جایی که عمه‌اش اتلفلد، بانوی مارسیایی‌ها بزرگش کرده بود رسید و در ۴ سپتامبر ۹۲۵ با عنوان پادشاه کل کشور در کینگستون تاجگذاری نمود.
اتلستن پادشاهی جنگجو با توانایی‌هایی فوق‌العاده بود. او حکومتش را تا بخش‌هایی از کورنوال و ویلز گسترش داد و در ۹۲۷ یورک را که تحت کنترل وایکینگ‌ها بود ضمیمهٔ خاک خود کرد. با این حال حکومت او در ۹۳۷ به چالش کشیده شد و این زمانی بود که کنستانتین اسکاتلند، اُوین استراتکلاید و اولاف گاتفریتسون که مدعی پادشاهی یورک بودند با یکدیگر متحد شده و به انگلستان یورش بردند. با این حال این حمله نتیجه‌ای برای آنها در برنداشت و اتلستن موفق به شکست دادن سنگین متجاوزان در نبرد برانِنبِر در مکانی به همین نام شد. به‌دنبال این پیروزی آوازهٔ اتلستن باز هم فراتر رفت.
اتلستن در دوران حکومتش به توسعه و بهبود قوانین پرداخت، تجارت را رونق بخشید و ساخت چندین صومعه را آغاز نمود. ۶ فرمان از مجموعه فرمان‌های برجای مانده از او نشانگر تلاش‌هایی سخت‌گیرانه برای از بین بردن دزدی و فساد در دوران حکومت اتلستن است. نکتهٔ قابل توجه در این قوانین وجود بندهایی مبنی بر مدارای بیشتر با بی‌بضاعتان و کاهش مجازات مجرمان جوان است. در عین حال نوع زبان و بیان به‌کار رفته در بسیاری از اسناد برجای مانده از آن دوران نشانگر به‌کارگیری افرادی کاردان و ورزیده در کلیسای جامع وینچستر می‌باشد. همچنین بر بالای تمامی فرامین و بر روی سکه‌های نقرهٔ ضرب‌شده در ضرابخانه‌های منطقه‌ای که شدیداً کنترل می‌شدند عنوان افتخارآمیز Rex totius Britanniae به معنای «پادشاه تمام بریتانیا» نقش بسته‌است.
اتلستن در ۲۷ اکتبر ۹۳۹ در گلاستر درگذشت و بنا بر وصیتش در مالمزبری ابی در ویلتشایر به‌خاک سپرده شد.